# François Bœspflug
François Bœspflug (30 maggio 1945) è uno storico dell'arte francese che si occupa di arte cristiana, in particolare del periodo medioevale.

## Biografia
È stato professore presso la facoltà di teologia di Strasburgo, specialista nell'iconografia biblica.
Ha ricoperto la “Cattedra Benedetto XVI” a Ratisbona nel 2013 ed è stato membro della direzione letteraria delle Éditions du Cerf dal 1982 al 1999.
Ha fatto parte dell'ordine domenicano dal 1965 fino al 2015.

## Opere
- Dio nell'arte (Dieu dans l'art. Sollicitudini nostrae de Benoît XIV (1745) et l'affaire Crescence de Kaufbeuren, Préface d'André Chastel, Postface de Leonid Ouspensky, 1984), trad. A. Rizzi, Collana Dabar. Saggi di storia religiosa, Bologna, Marietti, 1986, ISBN 978-88-211-6774-4.
- Il credo di Siena (Le credo de Sienne, 1985), trad. C. Coletti, Collana Libri illustrati, Bologna, Marietti, 1985, ISBN 978-88-211-8980-7. (Prix Véga et Lods de Wegmann de l'Académie française 1986).
- Le bellissime ore (Les "Très belles heures" de Jean de France, duc de Berry : un chef-d’œuvre au sortir du Moyen Âge, 1998), con Eberhard König, trad. C. Formis, Collana Libri illustrati, Bologna, Marietti, 1998, ISBN 978-88-211-7721-7. (Prix Eugène Carrière de l'Académie française 1999).
- Arcabas. Saint-Hugues de Chartreuse, Collana Libri illustrati, Bologna, Marietti, 2000, ISBN 978-88-211-7718-7.
- La Trinité dans l'art d'Occident, 1400-1600 : Sept chefs-d’œuvre de la peinture, Presses Universitaires de Strasbourg, 2000.
- La caricatura e il sacro. Islam, ebraismo e cristianesimo a confronto, trad. L. Gherardi, Collana Transizioni, Milano, Vita e Pensiero, 2006, ISBN 978-88-343-1382-4.
- Le immagini di Dio. Una storia dell'Eterno nell'arte (Dieu et ses images : une histoire de l'éternel dans l'art, 2008), trad. Chiara Bongiovanni, Collana Grandi Opere, Torino, Einaudi, 2012, ISBN 978-88-062-1132-5.
- G. Boselli (a cura di), Liturgia e arte. La sfida della contemporaneità, con Gianfranco Ravasi ed Erich Fuchs, Collana Liturgia e vita, Magnano, Qiqaion, 2011, ISBN 978-88-822-7338-5.
- Il pensiero delle immagini (La Pensée des images, 2011), conversazioni su Dio nell'arte con Bérénice Levet, Collana Liturgia e vita, Magnano, Qiqajon, 2013, ISBN 978-88-822-7390-3.
- Sainte Anne : histoire et représentations, Paris, Le Louvre éditions, 2012.
- Franc-parler : du christianisme dans la société d'aujourd'hui, Entretiens avec Evelyne Martini, Montrouge, Bayard, 2012.
- Le prophète de l'Islam en images : un sujet tabou ?, Montrouge, Bayard, 2013.
- Le regard du Christ dans l'art, Desclée-Mame, 2014.
- Religion, les mots pour en parler, con T. Legrand et A. L. Zwilling, Genève, 2014.
- Gesù fu veramente bambino? Un processo all'arte cristiana (Jésus a-t-il eu une vraie enfance ? L'art chrétien en procès, 2015) Milano, Jaca Book, 2020.
- G. Boselli (a cura di), Architettura, liturgia e cosmo, con Albert Gerhards e David Banon, Collana Liturgia e vita, Magnano, Qiqaion, 2015, ISBN 978-88-822-7451-1.
- Pourquoi j’ai quitté l'ordre… et comment il m’a quitté, éditions Jean-Claude Béhar, 2016
- AA. VV., Le missioni in Africa. La sfida dell'inculturazione, con Emanuela Fogliadini, Collana Documissio, EMI, 2016, ISBN 978-88-307-2343-6.
- La natività di Cristo nell'arte d'Oriente e d'Occidente. Ediz. a colori, con Emanuela Fogliadini, Collana Arte, Milano, Jaca Book, 2016, ISBN 978-88-164-1374-0.
- La fuga in Egitto nell'arte d'Oriente e Occidente, con Emanuela Fogliadini, Collana Arte, Milano, Jaca Book, 2017, ISBN 978-88-164-1439-6.
- Volti del mistero. Il conflitto delle immagini tra Oriente e Occidente, con Emanuela Fogliadini, Collana Le giraffe, Bologna, Marietti, 2018, ISBN 978-88-211-1303-1.
- La risurrezione di Cristo nell'arte d'Oriente e d'Occidente. Ediz. illustrata, con Emanuela Fogliadini, Collana Illustrati. Arte mondo, Milano, Jaca Book, 2019, ISBN 978-88-166-0591-6.
- Cruxifixion - la crucifixion dans l'art, un sujet planétaire, con Emanuela Fogliadini, Montrouge, Bayard, 2019.
- Spazio sacro e iconografia. Limiti, sfide, responsabilità, traduzione di E. Fogliadini, con Cristiano Cossu, Emanuela Fogliadini e Ada Toni, Collana Arte, Milano, Jaca Book, 2020, ISBN 978-88-164-1630-7.
- Il Natale nell'arte, con Emanuela Fogliadini, Collana Illustrati. Arte mondo, Milano, Jaca Book, 2020, ISBN 978-88-166-0627-2.
- Il giorno di Pasqua nell'arte. Gli incontri del Risorto, traduzione di E. Fogliadini, Collana Illustrati. Arte mondo, Milano, Jaca Book, 2021, ISBN 978-88-166-0641-8.
- L'Annunciazione a Maria nell'arte d'Oriente e d'Occidente, con E. Fogliadini, Collana Arte, Milano, Jaca Book, 2021, ISBN 978-88-164-1767-0.